# Aliaclitopa praecalva
Aliaclitopa praecalva är en skalbaggsart som beskrevs av Louis Albert Péringuey 1904. Aliaclitopa praecalva ingår i släktet Aliaclitopa och familjen Melolonthidae. Inga underarter finns listade i Catalogue of Life.